# Samsara (film, 2011)
Pour les articles homonymes, voir Samsara (homonymie).
Pour plus de détails, voir Fiche technique et Distribution.
Samsara est un film américain documentaire réalisé par Ron Fricke dans plus de 25 pays différents et sorti en 2011. 
Il est produit par Mark Magidson, qui avait déjà collaboré avec Ron Fricke sur Baraka (1992).

## Synopsis
Samsara est un mot sanskrit qui signifie « ensemble de ce qui circule » et « courant des renaissances successives ». Dans l’hindouisme, samsara représente la ronde des naissances, des morts et des réincarnations. Cette « roue de la vie » est le point de départ du film, qui emmène le spectateur à la découverte de lieux sacrés, de zones sinistrées, de complexes industriels et de paysages spectaculaires. En se passant d’explications et de descriptions en voix-off, Samsara s’affranchit des codes traditionnels du documentaire. Le spectateur construit sa propre interprétation à partir des images et de la bande-son, qui opère une fusion entre musique ancestrale et musique contemporaine.
L’ambition des réalisateurs se rapproche de l’héritage et des exigences de la photographie. Le but consiste moins à exposer une présence physique qu’à révéler l’essence d’un sujet. Au travers d’images et d’un montage faisant appel à l’intuition, le film révèle les liens entre l’homme et la nature, en montrant de quelle manière le cycle de vie humain reflète celui de la planète.

## Tournage
Samsara a été intégralement tourné en 65 mm (Super Panavision 70). Outre ce format rarement pratiqué, l’équipe a utilisé une caméra spécialement conçue pour le time-lapse. Ce dispositif correspond à un ralenti consistant à enregistrer des photogrammes à intervalles de temps réguliers. Résultat, il permet de restituer, dans un laps de temps très court et de manière très fluide, une scène se déroulant en réalité sur une longue période. Idéal pour observer l’éclosion d’une fleur ou un coucher de soleil en accéléré, le time-lapse rend extraordinaires des scènes ordinaires, en offrant aux spectateurs la possibilité d’envisager la réalité sous un autre angle. La pellicule 65 mm a été scannée en 8K. De ce master numérique de plus de vingt téraoctets de données a été déclinée une copie numérique 4K, destinée à l’exploitation du film. Cette méthode pionnière, déjà mise au point pour la parution d’une édition Blu-Ray de Baraka, donne au visionnage une résolution, une clarté et une vibration sans précédent.

## Fiche technique
- Réalisation : Ron Fricke
- Scénario : Ron Fricke, Mark Magidson
- Musique : Michael Stearns, Lisa Gerrard, Marcello de Francisci
- Image : Ron Fricke
- Montage : Ron Fricke, Mark Magidson
- Producteur : Mark Magidson
- Distribution : Oscilloscope Laboratories (États-Unis)
- Format : couleurs - 2.35:1 - 70mm
- Durée : 99 minutes
- Pays d'origine :  États-Unis
- Classification : tous publics
- Lieux de tournage : Brésil, Chine, France, Inde, Arabie Saoudite, Corée du Nord, Corée du Sud, Japon, Turquie, Israël, Jordanie, Égypte, Palestine, États-Unis, Angola, Ghana, Éthiopie, Birmanie, Thailande, Philippines, Indonésie, Kenya, Mali, Danemark et Namibie[1],[2]